# Coptops rugosicollis
Coptops rugosicollis är en skalbaggsart som beskrevs av Stefan von Breuning 1968. Coptops rugosicollis ingår i släktet Coptops och familjen långhorningar.
Artens utbredningsområde är Burma. Inga underarter finns listade i Catalogue of Life.